# Villanueva de la Vera
Villanueva de la Vera è un comune spagnolo di 1 968 abitanti situato nella comunità autonoma dell'Estremadura.

## Eventi
Fiesta del Pero palo
Festa di Carnevale in cui un pupazzo di sembianze umane viene processato e infine bruciato; la sentenza di condanna viene comunicata da un uomo a cavallo di un asino che si sposta per il paese. La festa è stata criticata per i maltrattamenti subiti dall'asino.
Recenti leggi per la protezione degli animali sembrano aver migliorato le condizioni dell'asinello di turno, nonostante continuino ad arrivare notizie non confortanti da molte associazioni animaliste.